# Velta Rūķe-Draviņa
Velta Rūķe-Draviņa (ur. 24 stycznia 1917 w Valmierze, zm. 7 maja 2003 w Sztokholmie) – łotewska językoznawczyni i folklorystka. Zajmowała się językami bałtyckimi, językoznawstwem ogólnym i badaniami nad rozwojem mowy u dzieci.
Studia na Wydziale Filologii i Filozofii Uniwersytetu Łotwy ukończyła w roku 1939. W latach 1938–1944 pracowała i wykładała na tejże uczelni. Piastowała stanowisko asystenta.
W roku 1944 wyemigrowała do Szwecji, gdzie w okresie 1948–1970 nauczała na Uniwersytecie w Lund. Później kierowała Katedrą Języków i Literatury Bałtyckiej na Uniwersytecie w Sztokholmie. W roku 1959 obroniła rozprawę doktorską Diminutive im Lettischen. W latach 1982–1990 redagowała rocznik literacki „Zari”.
Podczas swojej działalności naukowej opublikowała ponad 300 artykułów, a także szereg książek lingwistycznych. Laureatka licznych nagród i wyróżnień.